# Alfred Cohausz
Alfred Cohausz (* 14. März 1897 in Castrop; † 17. März 1990) war ein deutscher Jurist, Regionalhistoriker und Autor.

## Leben
Alfred Cohausz, Sohn aus der Ehe von Amtsgerichtsrat und Geheimen Justizrat Edo Cohausz und Alwine, geb. Orthaus, studierte Rechts- und Staatswissenschaften an der Westfälischen Wilhelms-Universität Münster und wurde 1928 mit einer Promotionsarbeit über Herford als Reichsstadt und papstunmittelbares Stift am Ausgang des Mittelalters zum Dr. iur. promoviert.
Danach wurde er Hilfsdezernent in der Paderborner Stadtverwaltung. Im Jahre 1931 wurde er Stadtsyndikus. Nach der Machtübernahme der Nationalsozialisten wurde er aus dem Dienst aufgrund des Gesetzes zur Wiederherstellung eines nationalen Berufsbeamtentums erfernt. Ihm wurde seine katholische Einstellung zur Last gelegt und er somit als politisch unzuverlässig eingestuft.
Nach dem Zweiten Weltkrieg war er Bistumarchivar im Erzbistumsarchiv Paderborn. In dieser Funktion sowie in der Funktion als Erster Vorsitzender der Bischöflichen Hauptkommission für die kirchlichen Archive in Deutschland (der deutschen Bischofskonferenz) und [Ordens-]Provinzkommissionen, wirkte als Motor der katholischen Archivgesetzgebungsbestrebungen in Deutschland. Er war Mitglied der Kommission für kirchliche Zeitgeschichte im Erzbistum Paderborn. Außerdem war er seit dem 7. August 1946 ein ordentliches Mitglied der Historischen Kommission für Westfalen.
1952 wurde er von Kardinal-Großmeister Nicola Kardinal Canali zum Ritter des Ritterordens vom Heiligen Grab zu Jerusalem ernannt und am 1. Mai 1952 durch Lorenz Jaeger, Großprior der deutschen Statthalterei, investiert; er war dessen Großoffizier.

## Werke
- Herford als Reichsstadt und papstunmittelbares Stift am Ausgang des Mittelalters. Bielefeld 1928, OCLC 833207864.
- La translation de saint Liboire (836) du diacre Erconrad. Un document de l'époque carolingienne récemment découvert et les relations déjà connues du transfert des reliques. 1967, OCLC 7702765.
- Die Aufnahme des Bischofs Alfred von Hildesheim in den amtlichen Heiligenkalender des Bistums Essen (Confirmatio cultus). Münster 1970, OCLC 1070997793.
- 450 Jahre „Libori“ in Paderborn. Paderborn 1971, OCLC 1070932368.
- Sieben Jahrhunderte katholisches Herford, Kath. Kirchengemeinde St. Johannes Baptist. Herford, 1990, OCLC 76736368.